# Villac
Villac település Franciaországban, Dordogne megyében. Lakosainak száma 285 fő (2022. január 1.). Villac Brignac-la-Plaine, Cublac, Terrasson-Lavilledieu, Beauregard-de-Terrasson, Peyrignac, Châtres, Badefols-d’Ans és Louignac községekkel határos.

## Népesség
A település népessége az elmúlt években az alábbi módon változott:
| Lakosok száma | 371  | 276  | 225  | 231  | 249  | 258  | 266  | 266  | 264  | 285  |
|               | 1968 | 1982 | 1999 | 2006 | 2011 | 2015 | 2017 | 2018 | 2020 | 2022 |